# Утва Назар Геннадійович
Назар Геннадійович Утва (нар. 7 червня 2001, м. Носівка, Чернігівська область — пом. 26 травня 2022, поблизу м. Ізюму, Харківська область) — головний сержант підрозділу Збройних Сил України, учасник російсько-української війни, який загинув під час російського вторгнення в Україну.

## Життєпис

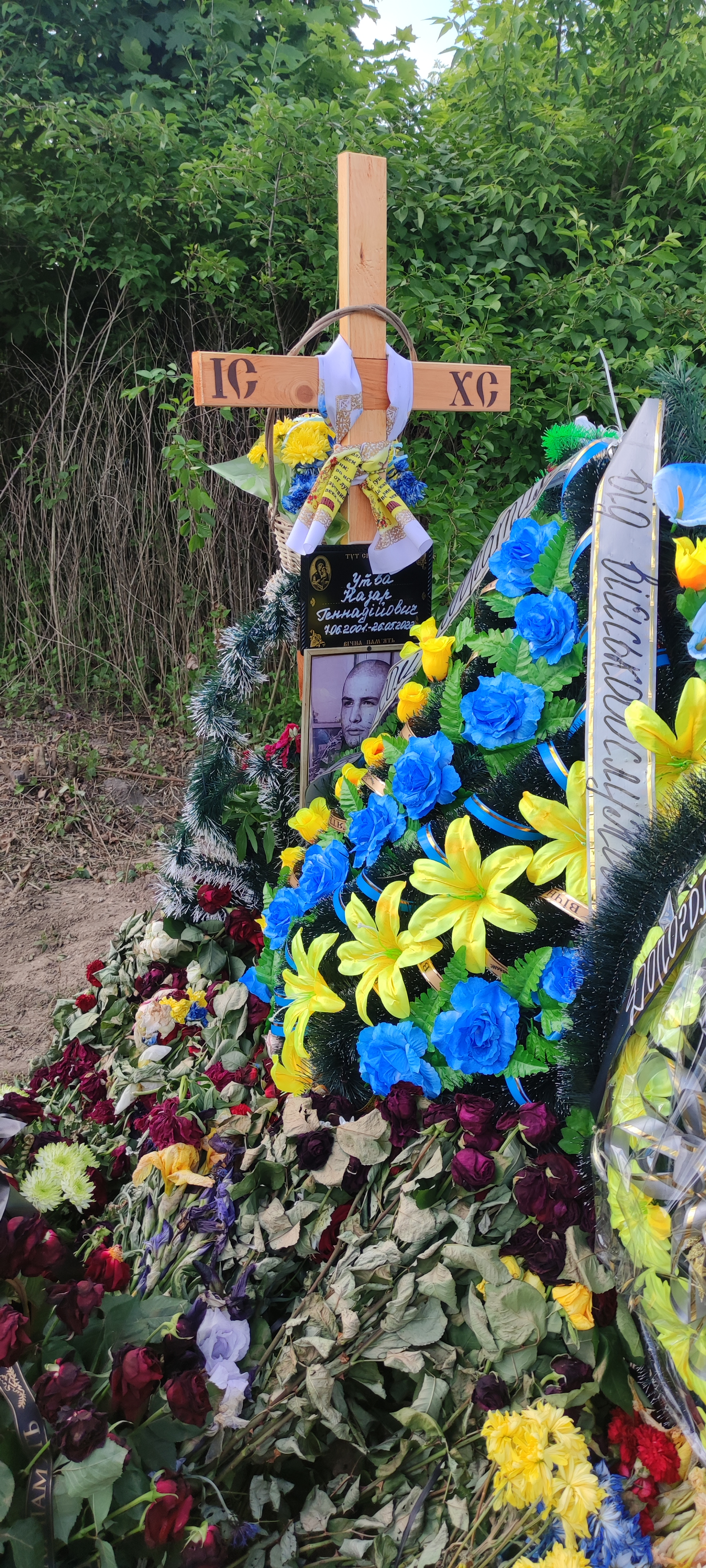
Могила Назара Утви, 2 червня 2022

Народився 7 червня 2001 року в м. Носівці Ніжинського району на Чернігівщині. Після навчання в Носівській міській гімназії, навчався в Бобровицькому коледжі економіки та менеджменту імені О. Майнової.
У березні 2020 року уклав контракт на військову службу в ЗС України. Воював на Сході, був стрільцем у складі підрозділу 95 ОДШБр.
Під час російського вторгнення в Україну — головний сержант. Був нагороджений орденом «За мужність» ІІІ ступеня (11.04.2022).
Загинув 26 травня 2022 року від ворожої кулі під час артобстрілу поблизу м. Ізюму Харківської області.
Похований на батьківщині, на Спаському кладовищі в м. Носівці.

## Нагороди
- Орден «За мужність» ІІ ступеня (2022) (посмертно) — за особисту мужність і самовіддані дії, виявлені у захисті державного суверенітету та територіальної цілісності України, вірність військовій присязі[1]. ← Військове звання не відповідає попередньому Указу, - підлягає уточненню!
- Орден «За мужність» III ступеня (2022) — за особисту мужність і самовіддані дії, виявлені у захисті державного суверенітету та територіальної цілісності України, вірність військовій присязі[2].

## Вшанування пам'яті
16 грудня 2022 — вулиця Гетьмана Мазепи в Носівці була перейменована у вулицю Назара Утви.